# Братья (Теренций)
«Братья» (лат. Adelphoe) — комедия-паллиата римского драматурга Теренция, поставленная в 160 году до н. э. Её текст сохранился полностью.

## Содержание
Пьеса основана на одноимённой комедии греческого драматурга Менандра, к которой Теренций добавил один акт из комедии Дифила «Вместе умирающие». Возможна сюжетная связь с ещё одной пьесой Менандра — «Подкидыш, или Деревенщина»

## Восприятие и значение
«Братья» были впервые поставлены в 160 году до н. э. на погребальных играх в память о Луции Эмилии Павле Македонском. Сохранившиеся источники не сообщают о каких-либо последующих постановках, но Цицерон в трактате «О старости» (44 год до н. э.) приводит один диалог из пьесы как иллюстрацию к своему тезиса, которую можно увидеть на сцене. Отсюда антиковеды делают вывод, что «Братьев» часто инсценировали и в I веке до н. э.
Исследователи отмечают, что в «Братьях», как и в последующих своих пьесах, Теренций полностью заимствовал греческие сюжеты, но отказывался от характерного для первоисточника откровенного эротизма, снижал уровень гротескности, развивал мотивацию персонажей, более тщательно прорисовывал характеры. От латинских пьес предшествующего периода (в первую очередь комедий Плавта) «Братьев» отличают изящество и утончённость (по этим показателям античные комментаторы единодушно считали Теренция лучшим из римских комедиографов). В эпоху Империи Теренций стал автором для чтения, его тексты изучали в школах как минимум со времён Квинтилиана, их комментировали многие римские филологи.
В IV—V веках был создан рукописный сборник пьес Теренция (включая «Братьев»). Он много раз переписывался в течение Средневековья, так что комедии оставались известны образованному читателю. В XIV веке комментарий к пьесам написал Петрарка. В 1470 году комедии Теренция были впервые изданы в печатном виде, в последующие века их активно издавали по всей Европе — на латыни и на ряде национальных языков.